# Eumenes pius
Eumenes pius är en stekelart som beskrevs av Giordani Soika 1986. Eumenes pius ingår i släktet krukmakargetingar, och familjen Eumenidae. Utöver nominatformen finns också underarten E. p. nigrorufus.